# Chiesa di Sant'Agrippina
La chiesa di Sant'Agrippina è un edificio religioso di Mineo.

## Storia
Il primo tempio fu costruito nel 263 d.C. sui ruderi di un oratorio privato attiguo alla casa dove Sant'Eupresia accolse le spoglie provenienti da Roma della Vergine e Martire Agrippina. Fu consacrata con dignità di basilica il 19 giugno del 312 da San Severino, vescovo di Catania. In epoca araba fu, forse, trasformata in moschea. Nel 1169 fu danneggiata da un terremoto, per essere ricostruita integralmente nel XIV secolo. Nel 1556 fu elevata a collegiata. Nel terremoto del 1693 fu quasi completamente distrutta (esclusa l'abside). Fu ricostruita quasi interamente nella forma attuale all'inizio del Settecento (il prospetto principale appare incompleto).

## Descrizione
La chiesa è a croce greca a tre navate. L'interno della chiesa è adornato con stucchi della scuola del Serpotta, affreschi ottocenteschi di Sebastiano Lo Monaco (Sant'Agrippina che scaccia i musulmani) e del Barone (scene della vita di Cristo).
Custodisce la statua lignea della patrona opera di Vincenzo Archifel e risalente 1518. La statua raffigura Agrippina come una giovane fanciulla dai capelli dorati che indossa un manto. I suoi piedi posano sulla testa dell'imperatore Valeriano. Agrippina tiene nella mano destra la croce e nella sinistra il Vangelo sormontato dal Castello. La statua è trasportata durante le processioni su un fercolo ('a vara) ricoperto d'argento di fattura settecentesca.
La chiesa custodisce altre opere di notevole interesse: l'altare della Natività, il sarcofago in marmo di Angela De Guerriero e Lo Castello del tardo Cinquecento (Il paggio raffigurato è detto dai menenini Peppi Petra). Nella cripta sottostante la chiesa si può ammirare un affresco del XV secolo. Secondo una nuova teoria, i sotterranei e la cripta sarebbero i resti di un castrum bizantino.

## Il parroco
Dal XIV secolo fino al 1556 il parroco titolare di Mineo era il decano della Cattedrale di Siracusa (Mineo faceva parte della diocesi aretusea), il suo ufficio era svolto da una comunità di cappellani. Eretta nel 1556 la Collegiata la funzione di parroco fu svolto dal capitolo, il collegio dei canonici che eleggeva in suo seno un curato vicario approvato dal vescovo di Siracusa. Ultimo curato fu il canonico Stefano Salerno eletto nel 1889. Dal 1892 i parroci furono scelti per concorso o nominati. Al parroco di Sant'Agrippina, prevosto della Collegiata, spetta il titolo di "maggiore".